# At Your Inconvenience
At Your Inconvenience este cel de-al doilea album de studio al rapper-ului britanic Professor Green, lansat la 28 octombrie 2011. At Your Inconvenience, a fost lansat ca single de promovare la 26 iulie. Primul single official "Read All About It", a fost lansat la 21 septembrie 2011. Pe album se găsesc artiști ca Ed Drewett, Fink și Emeli Sande și unul din membrii Bad Meets Evil, Royce da 5'9 ", Kobe, Luciana, Ruth Anne, Sierra Kusterbeck și Haydon.

## Istoric
Tema generală a albumului este diferită, în sensul că este mai emoțional, față de albumul anterior al lui Professor Green. El a avut o relație dificilă cu părinții săi. Tatăl său sa sinucis în 2008, și l-a afectat puternic. Professor Green a declarat de sinuciderea tatălui său și educație că "Acest album a ajutat - scris despre asta a fost modul meu de a face cu ea.

## Singles
- " At your inconvenience ", a fost lansat ca primul single de pe album de promovare la 26 iulie 2011.

- " Read All About It ", a fost lansat ca primul single oficial de pe album de pe 23 octombrie 2011. Piesa o are ca parteneră pe Emeli Sande . La data de 05 septembrie 2011. Acesta a ajuns pe locul unu în UK Singles Chart .

- " Never Be A Right Time ", a fost lansat ca al doilea single oficial de pe album de pe 22 ianuarie 2012. Piesa a ajuns pe locul 35 pe Singles Chart din Marea Britanie .

- " Remedy ", a fost lansat ca al treilea single oficial de pe album de pe 03 iunie 2012. Piesa a ajuns pe locul # 18 pe Singles Chart din Marea Britanie . În sprijinul single-ului , Green s-a pregătit și a lansat propria marcă de bere , intitulat " Professor Green's Remedy " .

- " Avalon ", a fost lansat ca al patrulea single de pe album.

## Track listing
| Nr. | Titlu                                                               | Autor(i)                                                                 | Producător                          | Lungime |  |
| 1.  | „At Your Inconvenience”                                             | Stephen Manderson, Eddie Jeffrys, Jason Morrison                         | 16bit                               | 3:33    |  |
| 2.  | „D.P.M.O.”                                                          | Manderson, Jared Scharff, Andrew "Broadway" Williams                     | Youngboyz and Jared "Blake" Scharff | 3:58    |  |
| 3.  | „Read All About It” (featuring Emeli Sandé)                         | Manderson, Emeli Sandé, Tom Barnes, Peter Kelleher, Ben Kohn, Iain James | TMS                                 | 3:55    |  |
| 4.  | „Trouble” (featuring Luciana)                                       | Manderson, Barnes, Kelleher, Kohn, Luciana Caporaso, Nick Clow           | TMS                                 | 3:39    |  |
| 5.  | „Spinning Out” (featuring Fink)                                     | Manderson, Charles Thompson, Alex 'Cores' Hayes                          | Alex 'Cores' Hayes                  | 4:15    |  |
| 6.  | „Remedy” (featuring Ruth Anne)                                      | Manderson, James Murray, Mustafa Omar, Lee Bailey, Ruth-Anne Cunningham  | Mojam                               | 3:15    |  |
| 7.  | „How Many Moons”                                                    | Manderson, Reinhard Rietsch, Markus Wagner                               | Camo & Krooked                      | 4:04    |  |
| 8.  | „Avalon” (featuring Sierra Kusterbeck)                              | Manderson, Murray, Omar, Sandé                                           | Mojam                               | 4:44    |  |
| 9.  | „Astronaut”                                                         | Manderson, Sandé, Shahid Khan, Ludovico Einaudi, Hayes                   | Alex 'Cores' Hayes, Naughty Boy     | 3:54    |  |
| 10. | „Doll”                                                              | Manderson, Andrew Clifton, Eric Hudson                                   | Eric Hudson, Andrew Clifton         | 4:09    |  |
| 11. | „Never Be a Right Time” (featuring Ed Drewett)                      | Manderson, Ed Drewett, Hayes                                             | Alex 'Cores' Hayes                  | 3:20    |  |
| 12. | „Today I Cried”                                                     | Manderson, Hayes                                                         | Alex 'Cores' Hayes                  | 5:45    |  |
| 13. | „Nightmares” (featuring Royce da 5'9" and Kobe)                     | Manderson, Khalil Abdul Rahman, Danny Tannenbaum                         | DJ Khalil                           | 3:39    |  |
| 14. | „Forever Falling” (featuring Haydon)                                | Manderson, Hanni Ibrahim, Lee Bailey                                     | Sunny Productions                   | 5:05    |  |
| 15. | „Into the Ground”                                                   | Manderson, Hayes                                                         | Alex 'Cores' Hayes                  | 4:26    |  |
| 16. | „Upper Clapton Dance” (featuring Chynaman and Cores) (Hidden Track) | Manderson, Hayes, Derry "Chynaman" Thompson                              | Alex 'Cores' Hayes                  | 3:45    |  |

| iTunes Store bonus tracks |                                          |                              |                    |         |  |
| Nr.                       | Titlu                                    | Autor(i)                     | Producător         | Lungime |  |
| 17.                       | „Coming to Get Me”                       | Manderson, Hayes             | Alex "Cores" Hayes | 3:28    |  |
| 18.                       | „At Your Inconvienience” (Clean version) | Manderson, Jeffrys, Morrison | 16bit              | 3:30    |  |

| Italian edition bonus track |                                                                          |                                                                          |            |         |  |
| Nr.                         | Titlu                                                                    | Autor(i)                                                                 | Producător | Lungime |  |
| 17.                         | „Read All About It (Tutto Quello Che Devi Sapere)” (featuring Dolcenera) | Manderson, Emeli Sandé, Tom Barnes, Peter Kelleher, Ben Kohn, Iain James | TMS        | 3:54    |  |

| Deluxe edition bonus DVD |                                                             |          |            |         |  |
| Nr.                      | Titlu                                                       | Autor(i) | Producător | Lungime |  |
| 1.                       | „Up Close and Personal” (Interview)                         |          |            |         |  |
| 2.                       | „Read All About It” (Music video and Behind the Scenes)     |          |            |         |  |
| 3.                       | „At Your Inconvinience” (Music video and Behind the Scenes) |          |            |         |  |
| 4.                       | „Photoshoot” (Behind the Scenes)                            |          |            |         |  |

## Clasamente și certificări
| Clasament (2011)      | Poziție |
| --------------------- | ------- |
| Scottish Albums Chart | 5       |
| UK Albums Chart       | 3       |

| Regiune | Certificări | Vânzări  |
| --- | ----------- | -------- |
| Regatul Unit (BPI)                                                                                            | Gold        | 100.000^ |
| Sumar |             |          |
| ^cifrele cargo sunt bazate pe un singur certificat xcifrele nespecificate sunt bazate pe un singur certificat |             |          |

## Istoricul lansărilor
| Țara           | Data lansării   | Format(e)        |
| -------------- | --------------- | ---------------- |
| Ireland        | 28 October 2011 | Digital download |
| United Kingdom | 31 October 2011 | Digital download |
| United Kingdom | 31 October 2011 | CD               |